# RTCN Olsztyn Pieczewo
Radiowo-Telewizyjne Centrum Nadawcze Olsztyn/Osiedle Pieczewo (RTCN Olsztyn/Osiedle Pieczewo) – maszt radiowo-telewizyjny w Olsztynie, pełniący funkcję radiowo-telewizyjnego centrum nadawczego.
Maszt został oddany do użytku 14 lipca 1969. Zlokalizowany jest w Olsztynie (Osiedle Pieczewo), w bezpośrednim sąsiedztwie byłego poligonu wojskowego.
Wysokość obiektu wynosi 356,5 metra, a masa 260 ton. Od czasu zawalenia się 8 sierpnia 1991 masztu radiowego w Konstantynowie olsztyński maszt jest drugim co do wysokości (po maszcie RTCN Katowice/Kosztowy w Mysłowicach) obiektem budowlanym w Polsce.

## Parametry
- Wysokość posadowienia podpory anteny: 150 m n.p.m.[3]
- Wysokość zawieszenia systemów antenowych: Radio: 98, 102, 110, 162, 280, TV: 116, 125, 314, 345, 348 m n.p.t.[3]

## Transmitowane programy
Opracowano na podstawie materiału źródłowego.

### Programy telewizyjne – cyfrowe

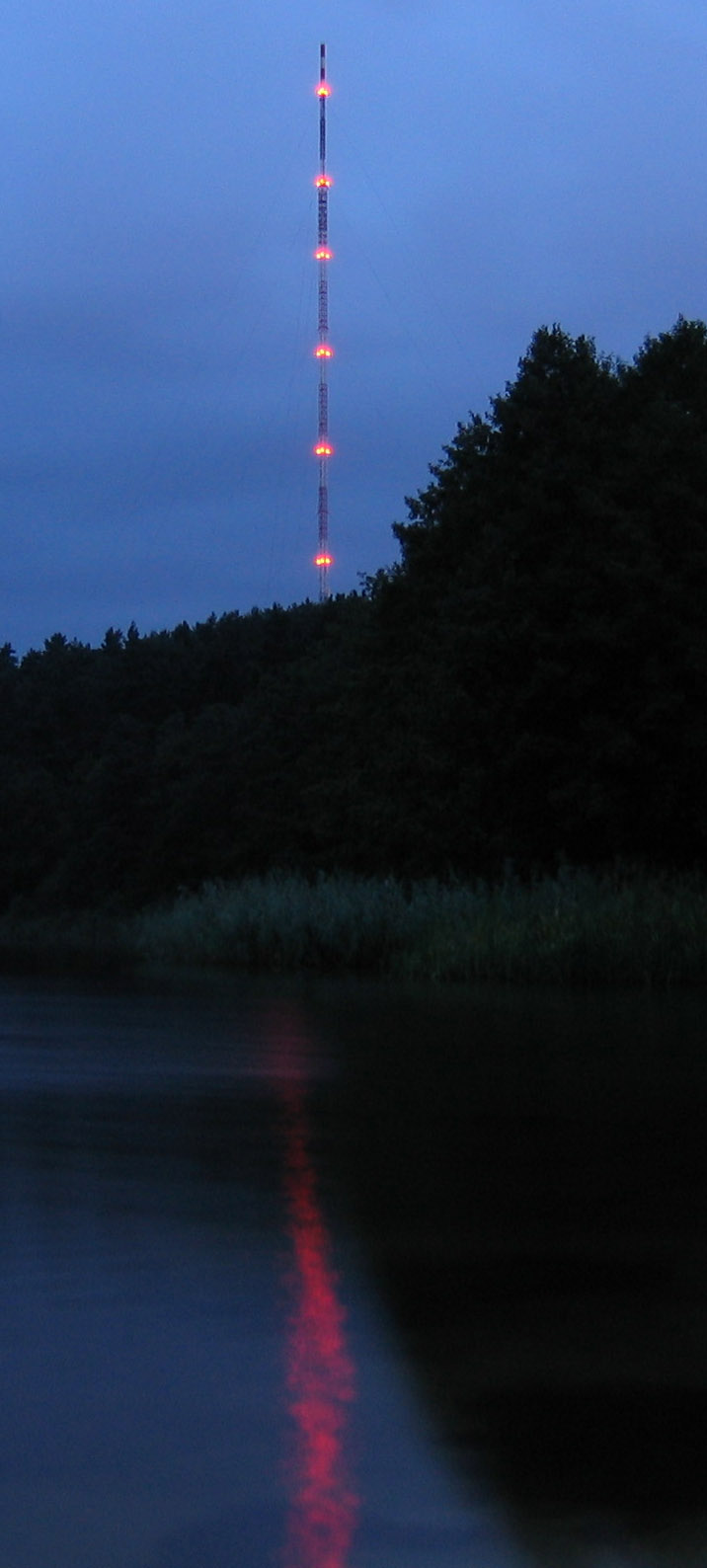
Maszt na Pieczewie, widok znad jeziora Skanda

| Nazwa multipleksu | Częstotliwość (MHz) | Kanał | Moc (kW) | Polaryzacja | Charakterystyka promieniowania | Standard nadawania | Kompresja | Data uruchomienia nadajnika |
| ----------------- | ------------------- | ----- | -------- | ----------- | ------------------------------ | ------------------ | --------- | --------------------------- |
| MUX 1             | 514 MHz             | 26    | 100 kW   | pozioma (H) | dookólna (ND)                  | DVB-T2             | HEVC      | 30 kwietnia 2012            |
| MUX 2             | 530 MHz             | 28    | 100 kW   | pozioma (H) | dookólna (ND)                  | DVB-T2             | HEVC      | 19 kwietnia 2011            |
| MUX 3 (Olsztyn)   | 490 MHz             | 23    | 110 kW   | pozioma (H) | dookólna (ND)                  | DVB-T2             | HEVC      | 21 października 2011        |
| MUX 4             | 474 MHz             | 21    | 100 kW   | pozioma (H) | kierunkowa (D)                 | DVB-T2             | HEVC      | 30 czerwca 2021             |
| MUX 6             | 666 MHz             | 45    | 100 kW   | pozioma (H) | dookólna (ND)                  | DVB-T2             | HEVC      | 27 kwietnia 2021            |
| MUX 8             | 205,5 MHz           | 9     | 60 kW    | pozioma (H) | kierunkowa (D)                 | DVB-T              | MPEG-4    | 23 grudnia 2016             |

### Programy radiowe[11]
| LP | Program                     | Właściciel                                                             | Częstotliwość | Moc nadajnika | Polaryzacja | Uwagi |
| -- | --------------------------- | ---------------------------------------------------------------------- | ------------- | ------------- | ----------- | --- |
| 1  | Radio Eska Olsztyn          | Grupa Radiowa Time S.A.                                                | 89,90 MHz     | 0,5 kW        | pionowa     | od 1999 |
| 2  | Meloradio                   | Eurozet Sp. z o.o.                                                     | 90,50 MHz     | 0,4 kW        | pionowa     | od 30 kwietnia 1994 do 5 grudnia 2008 nadawało tu Radio WaMa, a od 5 grudnia 2008 do 29 czerwca 2013 Planeta FM, od 30 czerwca 2013 do 4 września 2017 Radio Zet Gold                        |
| 3  | Antyradio                   | Eurozet Sp. z o.o.                                                     | 91,90 MHz     | 0,5 kW        | pionowa     | od 22 lipca 2003 do 29 lutego 2008 nadawała tu Radiostacja, od 1 marca 2008 do 5 grudnia 2008 Planeta FM, a od 5 grudnia 2008 do 15 lutego 2015 Chilli Zet                                   |
| 4  | Polskie Radio Program I     | Polskie Radio S.A.                                                     | 93,00 MHz     | 30 kW         | pozioma     | do 31 maja 2007 nadawało tu Polskie Radio Program II |
| 5  | Polskie Radio Program II    | Polskie Radio S.A.                                                     | 93,70 MHz     | 2,5 kW        | pionowa     | od 1 stycznia 2010 |
| 6  | RMF FM                      | Grupa RMF Sp. k. z o.o.                                                | 95,30 MHz     | 60 kW         | pozioma     | od 1994 |
| 7  | Program IV Polskie Radio 24 | Polskie Radio S.A.                                                     | 97,90 MHz     | 0,1 kW        | pozioma     | od 2 lutego 2002 do 25 maja 2008 nadawało tu Polskie Radio Bis, od 26 maja 2008 do 1 sierpnia 2010 - Polskie Radio Euro, a od 2 sierpnia 2010 do 31 sierpnia 2016 - Polskie Radio Program IV |
| 8  | Polskie Radio Program III   | Polskie Radio S.A.                                                     | 99,10 MHz     | 120 kW        | pozioma     | |
| 9  | RMF Classic                 | Grupa RMF Sp. k. z o.o.                                                | 100,90 MHz    | 0,1 kW        | pionowa     | od 29 czerwca 2012 |
| 10 | Polskie Radio Olsztyn       | Polskie Radio - Regionalna Rozgłośnia w Olsztynie "Radio Olsztyn" S.A. | 103,20 MHz    | 120 kW        | pozioma     | od 1994 |
| 11 | Radio Zet                   | Eurozet Sp. z o.o.                                                     | 105,70 MHz    | 20 kW         | pozioma     | od około 2000 roku |
| 12 | Radio Maryja                | Prowincja Warszawska Zgromadzenia O.O. Redemptorystów                  | 107,70 MHz    | 20 kW         | pozioma     | od około 2000 roku, dawniej nadawało tu Radio Zet |

### Programy radiowe – cyfrowe
| Skład multipleksu | Częstotliwość | Kanał | Moc nadajnika | Polaryzacja | Kierunkowość | Kompresja      |
| --- | ------------- | ----- | ------------- | ----------- | ------------ | -------------- |
| DAB+ - Polskie Radio Program I - Polskie Radio Program II - Polskie Radio Program III - Czwórka - Radio Poland - Program IV Polskie Radio 24 - Polskie Radio Chopin - Polskie Radio Dzieciom - Radio Olsztyn | 218,640 MHz   | 11B   | 16,5 kW       | V           | kierunkowa   | AAC/AAC+/AAC++ |

### Nienadawane analogowe programy telewizyjne
Programy telewizji analogowej nadawane do dnia 17 czerwca 2013 roku.
| LP | Program                | Właściciel                                | Częstotliwość | Kanał | Moc nadajnika | Polaryzacja | Uwagi |
| -- | ---------------------- | ----------------------------------------- | ------------- | ----- | ------------- | ----------- | --- |
| 1  | TVP1                   | Telewizja Polska S.A.                     | 199,25 MHz    | 9     | 100 kW        | pionowa     | od 14 lipca 1969 |
| 2  | TVP Info / TVP Olsztyn | Telewizja Polska S.A. Oddział w Olsztynie | 487,25 MHz    | 23    | 5 kW          | pozioma     | od marca 1995 do czerwca 2001 nadawał tu Canal+ Premium, od 23 grudnia 2001 do 31 grudnia 2004 nadawał tu TVP3 Gdańsk, a od 1 stycznia 2005 do 5 października 2007 - TVP3 Olsztyn |
| 3  | TVP2                   | Telewizja Polska S.A.                     | 511,25 MHz    | 26    | 400 kW        | pozioma     | od 1980 |
| 4  | TVN                    | TVN S.A.                                  | 631,25 MHz    | 41    | 1 kW          | pozioma     | od 3 października 1997 |
| 5  | TV4                    | Polskie Media S.A.                        | 767,25 MHz    | 58    | 10 kW         | pozioma     | od 17 stycznia 1998 do 31 marca 2000 nadawała na tej częstotliwości Nasza TV |
| 6  | Polsat                 | Telewizja Polsat Sp. z o.o.               | 783,25 MHz    | 60    | 100 kW        | pozioma     | od 1994 |

## Galeria

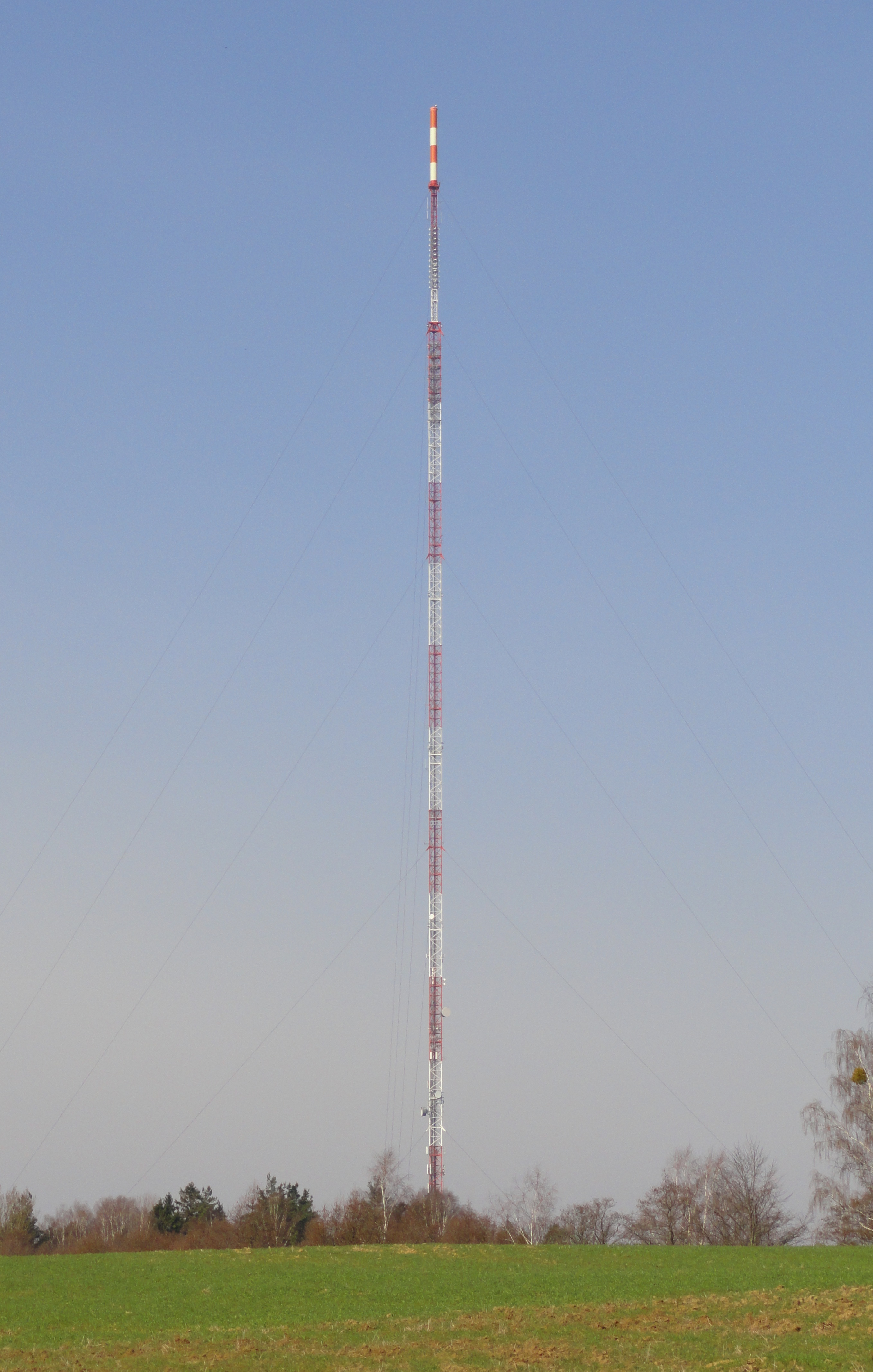
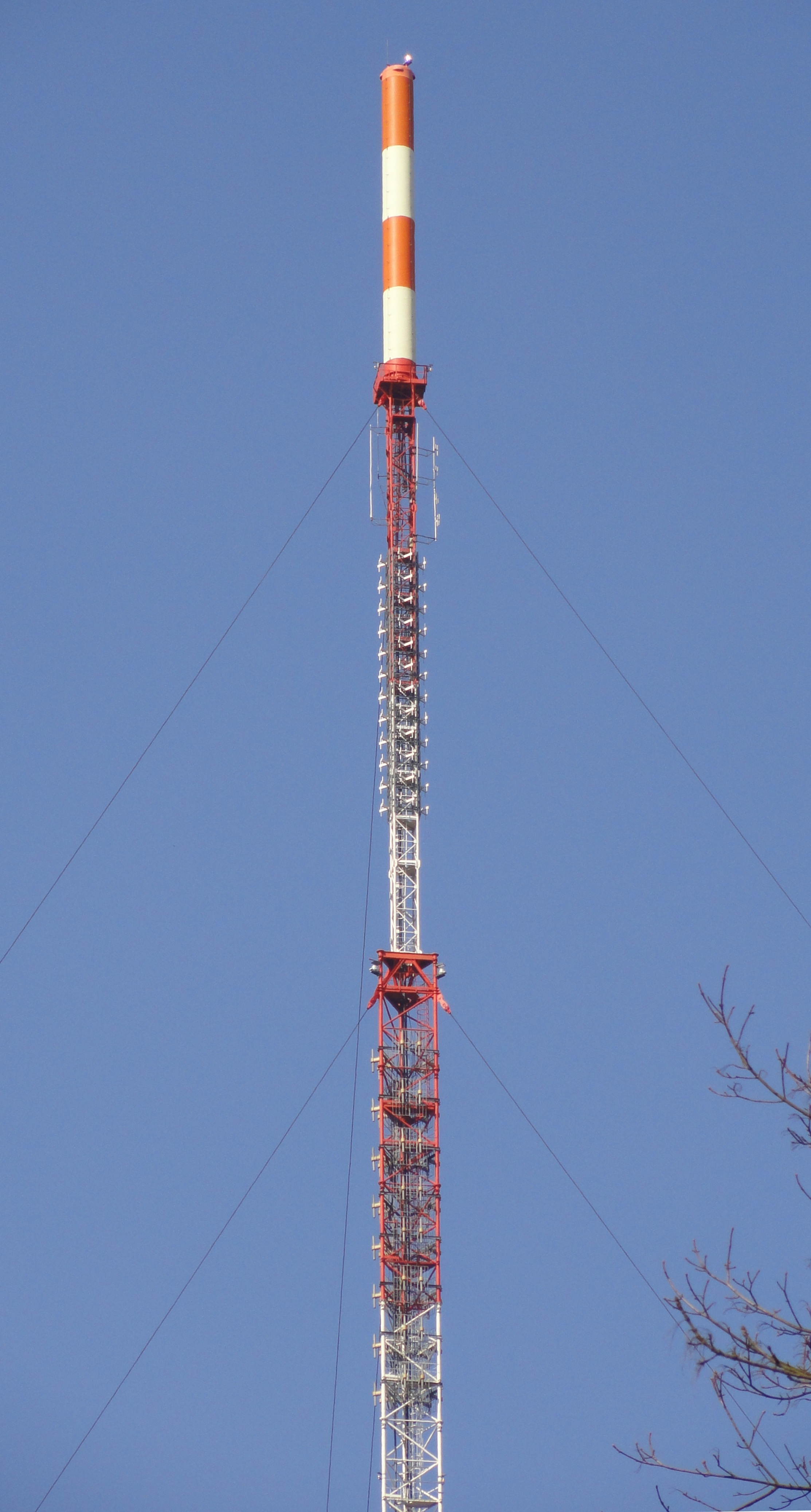